# Marsdenia pierrei
Marsdenia pierrei är en oleanderväxtart som beskrevs av Julien Noël Costantin. Marsdenia pierrei ingår i släktet Marsdenia och familjen oleanderväxter. Inga underarter finns listade i Catalogue of Life.